# Engelbert I z Kolonii
Engelbert I z Kolonii, również Engelbert II z Bergu (ur. 1185 lub 1186 w Burg an der Wupper, zm. 7 listopada 1225 w Gevelsbergu) – hrabia Bergu, arcybiskup Kolonii, czczony jako święty w Kościele katolickim.
Engelbert był młodszym synem hrabiego Bergu, Engelberta I i Małgorzaty z Geldrii.
Od 1198 był proboszczem parafii św. Jerzego w Kolonii, a od 1199 do 1216 proboszczem kolońskiej katedry. W 1203 został wybrany biskupem Münster, z czego musiał zrezygnować z powodu wieku (nie ukończył wymaganych minimum 30 lat życia).
W 1206 ekskomunikowany przez papieża Innocentego III za poparcie swojego kuzyna, arcybiskupa Kolonii Adolfa, który wbrew woli Stolicy Apostolskiej koronował Filipa Szwabskiego na króla Niemiec. Klątwę zdjęto w 1208, co pozwoliło na jego powrót na stanowisko proboszcza.
W 1212 brał udział w wojnie albigeńskiej.
29 lutego 1216 Engelbert został mianowany arcybiskupem Kolonii.
Od 1214 związany był z cesarzem Fryderykiem II. W 1220 mianowano go opiekunem Henryka i gubernatorem Rzeszy, dzięki czemu zyskał wpływ na politykę państwa. Umacniał pozycję Kościoła i arcybiskupstwa Kolonii, zwłaszcza materialną.
W 1218 zmarł starszy brat Engelberta, Adolf, przez co Engelbert popadł w spór z księciem Limburgii Henrykiem IV o prawo do spadku. W wyniku zbrojnych interwencji problem rozwiązano w 1220 i Engelbert odzyskał tytuł hrabiego Bergu.
7 listopada 1225, w czasie podróży z Soest do Kolonii został w miejscowości Gevelsberg napadnięty i zamordowany przez swojego kuzyna, Fryderyka z Isenbergu. Przyczyny zamachu nie są znane.

## Kult
24 lutego 1226 legat papieski Konrad von Urach ogłosił Engelberta męczennikiem za wiarę a jego relikwie spoczęły w kolońskiej katedrze.
W 1618 biskup Ferdynand Bawarski naznaczył 7 listopada jako jego wspomnienie liturgiczne w Kościele katolickim.